# Арустук
 Тази статия е за реката в Северна Америка.  За окръга вижте Арустук (окръг).  
Арустук (на английски: Aroostook) е река в Съединените щати и Канада.
Извира от Апалачите в щата Мейн и тече около 225 километра на североизток през окръг Арустук, пресича границата с канадската провинция Ню Брънзуик и 3 километра след това се влива в река Сейнт Джон. Площта на водосборния ѝ басейн е около 6 300 квадратни километра.